# ТВОА
ТВОА (трео-бета-бензилоксіаспартат) — конкурентний блокатор транспортерів глутамата та аспартата: ІС50 = 70, 6, 6, 4,4, та 3,2 μМ для транспортерів ЕААТ1, ЕААТ2, ЕААТ3, ЕААТ4 та ЕААТ5 відповідно. Демонструє високу селективність до транспортерів глутамату порівняно з іонотропними та метаботропними глутаматними рецепторами, попри те, що дані рецептори теж зв'язуються з глутаматом.